# بيريا غرين
كان بيريا غرين جونيور (24 مارس 1795 – 4 مايو 1874) مصلحًا أمريكيًا ومناصرًا لإلغاء العبودية ومؤيدًا لحركة الامتناع عن شرب المسكرات وأستاذًا جامعيًا وقسًا ورئيسًا لمعهد أونيدا. قيل بأن «آرائه الداعية إلى إلغاء العبودية قد استهلكته كليًا». وُصف بالمزاجي العنيد، ووصفه ألكسندر كروميل، أحد الطلاب السابقين، بأنه «مخادع طيب القلب» و«مفكرٌ نابغة».
ولد غرين في بريستون كونيتيكت، وكان والده بيريا غرين (1774 – 1865)، صانع خزائن وكراسي، ووالدته إليزابيث سميث (1771 – 1840).
انتقلت العائلة إلى باوليت بولاية فيرمونت في عام 1810، ومن المحتمل أنه التحق بأكاديمية باوليت. في عام 1815 التحق بأكاديمية كيمبال يونيون في نيو هامبشاير. تخرج في كلية ميدلبوري عام 1819، حيث كان طالبًا متفوقًا، ثم درس ليصبح داعية (قسًا) في معهد أندوفر اللاهوتي (1819 – 1820). ومع ذلك، فإن معتقداته الدينية لم تتفق مع أي عقيدة مذهبية.

## مسيرته المهنية
بسبب الحاجة المادية، بدأ التدريس في أكاديمية فيليبس، في أندوفر بولاية ماساتشوستس. ترك المعهد لمعاناته من مشاكل صحية وبصرية. بعد أن تعافى، تزوج في يناير 1821 بمارسيا دمينغ من ميدلبري بولاية فيرمونت، وخدم لفترة وجيزة في المجلس التبشيري في لايم بولاية كونيتيكت، وفي لونغ آيلاند. بعد ترسيمه، أصبح في عام 1823 راعيًا للكنيسة الأبرشية في براندون بولاية فيرمونت. في عام 1826 توفيت زوجته وتركته مع طفلين، وفي نفس العام تزوج من داراكسا فوت، أيضًا من مدينة ميدلبري، وعاشت عمرًا أطول من بيريا. في عام 1829، لبى دعوةً إلى الكنيسة «الأرثوذكسية» (المحافظة) في كينبونك بولاية مين، لكنه غادرها في العام التالي ليصبح أستاذًا منفردًا للأدب المقدس (الكتاب المقدس) في قسم اللاهوت بكلية ويسترن ريزيرف التحضيرية، في هدسون بولاية أوهايو على بعد 30 ميلًا (48 كم) من كليفلاند.
كانت مباني «ييل الغربية» – كما أطلق عليها غرين – تحاكي مباني كلية ييل. كان لها نفس الشعار، «لوكس إيه فيريتاس» (النور والحقيقة)، ونفس معايير القبول ونفس المنهج الدراسي تقريبًا. طمحت أيضًا إلى بلوغ التميز الفكري لجامعة ييل. حصلت على تمويل جيد في ذلك الوقت. كانت اسمًا مرموقًا.

### موضوع العبودية
في منطقة كليفلاند («محمية كونيتيكت الغربية»)، كان بيريا على احتكاك مع الأمريكيين الأفارقة أكثر مما كان عليه في فيرمونت أو مين. قبلت الكلية طالبًا أمريكيًا من أصل أفريقي لأول مرة في عام 1832، وهو جون سايكس فاييت؛ تخرج في عام 1836. خلال هذه الفترة الزمنية قُبل ثلاثة طلاب أمريكيين آخرين من أصل أفريقي، وهم ريتشارد دبليو. ميللر وسامويل نيلسون وسامويل هاريسون. كان العبيد الفارون الذين يسافرون إلى كندا عبر نفق السكك الحديدية يمرون من شمال شرق ولاية أوهايو: نشأ جون براون، محرض الحملة التي شُنت عام 1859 على هاربرز فيري، في هدسون (1805 – 1825)، وكان يدير مدبغةً، ثم انتقل إلى مكان أكثر عزلة وأمانًا (للعبيد الهاربين) في شمال غرب ولاية بنسلفانيا، وهي محطة رئيسية لنفق السكك الحديدية. هناك احتمالٌ بلقاء الاثنين لكنه غير موثق؛ لا توجد مراسلات معروفة بينهما. ما وُثق هو تواصله مع وليم لويد غاريسون، الذي قاد الكفاح من أجل التحرير الفوري لجميع العبيد من خلال دوريته الأسبوعية ذا ليبريتور التي أطلقها عام 1821. كتب غرين أن «نسخة واحدة من «أفكار» السيد غاريسون قد وصلت إلينا [ أفكار حول الاستعمار الأفريقي، 1832] ونأخذ بضع نسخ من دوريته الرائعة». كان لغاريسون تأثير كبير على غرين؛ كانت إحدى الطرق التي مثلت تأثيره، نشر غرين لخطبه وكتاباته الأخرى.
كان إرسال السود الأحرار إلى أفريقيا («حركة الاستعمار») مهمة جمعية الاستعمار الأمريكية، التي أسسها الكويكرز، وبدعم من مجموعات الدولة المعنية بالاستعمار ومالكي العبيد الجنوبيين. كان السود الأحرار ضدها؛ لم يرغبوا في الانتقال إلى أفريقيا، بعد أن استقروا لأجيال في الولايات المتحدة. قالوا إنهم ليسوا أفارقة أكثر مما كان الأمريكيون البيض بريطانيين.
انطلق الجدال في دوريات غاريسون وكتابه مما أدى إلى احتدام النقاش في الحرم الجامعي. «بدأ الأمناء وأعضاء هيئة التدريس والطلاب في الاختيار بين الجانبين». كان رئيس الكلية تشارلز باكوس ستورز من مؤيدي الاستعمار بكونه حلٌ «لمشكلة الزنوج». لكنه قرأ صحيفة ذا ليبريتور الجديدة التي أصدرها ويليام لويد غاريسون، وقال إن آراء غاريسون لا يمكن دحضها. استشهد في خطاب تنصيبه، في فبراير 1831، بحركة ويليام ويلبرفورس لإلغاء العبودية.
ذهب المؤثر ثيودور ويلد بزيارة إلى وسترن ريزيرف في خريف عام 1832. «بعد أقل من شهرين على مغادرة ويلد، كان غرين يدعو إلى إلغاء العبودية من منبر الكلية». استخدم غرين كنيسة الكلية أربعة أيام آحاد متتالية لمهاجمة جمعية الاستعمار الأمريكية وأنصارها. أثار هذا غضب العديد من الأمناء ورجال الدين.

### العظات الأربع عن العبودية
تُشكل عظات غرين الأربعة حول العبودية، التي ألقاها في نوفمبر وديسمبر 1832، نقطة تحول ذات أهمية وطنية.

كان من واجبات وظيفته أو التزاماتها إلقاء العظة الأسبوعية من على منبر كنيسة الكلية:
تُعهَد ملكية منبر كلية ويسترن ريزيرف، بموجب قوانين تلك المؤسسة، إلى أساتذة اللاهوت. بصفتي أقف بمفردي في الوقت الحاضر في قسم التدريس هذا، فمن المعروف عمومًا أن مسؤولية العظات في كنيسة الكلية تقع على عاتقي.
كتب زميله الأستاذ إليزور رايت، كان غرين «راعي كنيسة كليّتنا».
اتخذ غرين في خطبه موقفًا غير مألوف في أيامه، إذ رأى أن الزنوج مساوون للبيض، وأنهم ضحايا التحيز غير العقلاني على أساس لون بشرتهم فقط. خلقت هذه العظات «جلبة» في حرم الكلية. وخرج بعض الأشخاص من الخطبة الأولى، ورفضوا، إلى جانب آخرين غيرهم، سماع الخطب التالية.
نشر غرين، الذي كان يصدر الكتيبات بشكل منتظم، العظات الأربع. في الكتيب رسالة موجزة من رئيس الكلية ستورز وإليزور رايت، أستاذ آخر، تشهد بأن النصوص المنشورة هي نفسها التي أُلقيت في كنيسة الكلية، وأن «المشاعر المتجسدة في هذه الخطابات، حسب اعتقادنا، متعلقة بالكتاب المقدس. نرى أن تقديمهم في كنيسة الكلية ... لم يكن مبررًا فقط، بل جرت المطالبة به بإلحاح، مراعاةً للأمانة الرعوية».
كانوا مؤثرين على الصعيد الوطني، وساهموا في تأسيس الجمعية الأمريكية لمناهضة العبودية في العام التالي. ترأس غرين اجتماعها التأسيسي واختير أول رئيس لها.